# Kote
Kote is een bestuurslaag in het regentschap Lingga van de provincie Riau-archipel, Indonesië. Kote telt 1364 inwoners (volkstelling 2010).